# Rockabilly Hall of Fame
De Rockabilly Hall of Fame werd opgericht in op 21 maart 1997 om de vroege rock-'n-roll-geschiedenis en -informatie rondom artiesten die pioniers waren van de rock-'n-roll te verschaffen.
Gevestigd in een voormalige geluidsstudio in Burns, Tennessee, ongeveer 30 mijl ten westen van Nashville werd het eerste inductiecertificaat uitgegeven op 16 november in 1997 aan de zanger Gene Vincent.

## Leden
| - Art Adams - Bill Allen - Tommy Allsup - Alton & Jimmy - Joey Ambrose - Stan Beaver - Franny Beecher - Boyd Bennett - Rod Bernard - Blackwood Brothers - Eddie Bond - Burl Boykin - Donnie Brooks - Felice and Boudleaux Bryant - Sonny Burgess - Paul Burlison - Billy Burnette - Dorsey Burnette - Johnny Burnette - James Burton - Jo Ann Campbell - Ray Campi - The Canadian Sweethearts - Ace Cannon - Wynona Carr - Al Casey - Johnny Cash - Danny Cedrone - Bruce Channel - Jack Clement - Patsy Cline - Eddie Cochran - Collins Kids - The Comets - Mac Curtis - Bobby Curtola - Sheriff Tex Davis - The Delmore Brothers - Bo Diddley | - Carl Dobkins, Jr. - Big Al Downing - The Everly Brothers - Tommy Facenda - Charlie Feathers - Narvel Felts - Leo Fender - The Flaming Ember - D.J. Fontana - Frankie Ford - Tillman Franks - Alan Freed - Lefty Frizzell - Cliff Gallup - Billy Garland - Glen Glenn - Charlie Gracie - Johnny Grande - Rudy Grayzelle - Ronnie Haig - Bill Haley - Dickie Harrell - Ray Harris - Dale Hawkins - Ronnie Hawkins - Roy Head and The Traits - Bobby Helms - Clarence "Frogman" Henry - Ersel Hickey - W.S. "Fluke" Holland - Buddy Holly - Johnny Horton - Wanda Jackson - Etta James - The Jordanaires - Bob "Git It" Kelly - Sid King - Buddy Knox - Sleepy LaBeef | - Rodney Lay - Brenda Lee - Jerry Lee Lewis - Linda Gail Lewis - Light Crust Doughboys - Bonnie Lou - Robin Luke - Bob Luman - Marshall Lytle - Bill Mack - Lonnie Mack - Grady Martin - Janis Martin - Clyde McPhatter - Johnny Meeks - Bob Moore - Scotty Moore - Colonel Robert Morris - Moon Mullican - Jack Neal - Rick Nelson - Sandy Nelson - Roy Orbison - Tommy Overstreet - Colonel Tom Parker - Joe Pennington - Carl Perkins - Luther Perkins - Ray Peterson - Norman Petty - Dewey Phillips - Sam Phillips - Barbara Pittman - Bobby Poe - Elvis Presley - Johnny Preston - Marvin Rainwater - Jerry Reed - Jody Reynolds | - Charlie Rich - Little Richard - Dick Richards - J.P. "The Big Bopper" Richardson - Billy Lee Riley - Red Robinson - Jimmie Rodgers - Tommy Roe - Tommy Sands - Vernon Sandusky - Jack Scott - Del Shannon - Clifton Simmons - Jumpin' Gene Simmons - Rockin’ Ray Smith - Warren Smith - Bobby Sowell - Billy Strange - Stray Cats - Gene Summers - Billy Swan - Hayden Thompson - Sue Thompson - Conway Twitty - Ritchie Valens - Johnny Vallis - Bobby Vee - Gene Vincent - Bobby Wayne - Don Weise - Ronnie Weiser - Sonny West - Kay Wheeler - "Wee" Willie Williams - Colin Winski - Link Wray - Rusty York - Eddie Zack - Billy Zoom |